# Couargues
Couargues település Franciaországban, Cher megyében. Lakosainak száma 197 fő (2022. január 1.). Couargues Herry, Saint-Bouize, Thauvenay, Pouilly-sur-Loire és Tracy-sur-Loire községekkel határos.

## Népesség
A település népességének változása:
| Lakosok száma | 238  | 211  | 207  | 224  | 198  | 202  | 205  | 200  | 199  | 197  |
|               | 1968 | 1982 | 1990 | 2006 | 2013 | 2015 | 2017 | 2019 | 2020 | 2022 |